# شارلوت أوكونور إيكلس
شارلوت أوكونور إيكلس (بالإنجليزية: Charlotte O'Conor Eccles)‏ (1860، مقاطعة روسكومون في جمهورية أيرلندا - 1911)؛ مترجمة، صحفية وروائية أيرلندية.